# Maciej Wojtaś
Maciej Wojtaś (ur. 21 września 1980 w Chełmży) – polski piłkarz występujący na pozycji napastnika.
Maciej Wojtaś występował kolejno w: Legii Chełmża, Toruńskim KP, Legii Warszawa, Stomilu Olsztyn, Świcie Nowy Dwór Mazowiecki, Radomiaku Radom, Koronie Kielce, Drwęcy Nowe Miasto Lubawskie, Odrze Opole i ponownie Legii Chełmża.
W sezonie 2001/2002 wraz z drużyną Legii Warszawa zdobył Mistrzostwo Polski.